# Pierre Schrimpf
Pierre Schrimpf, né le 14 novembre 1905 à Constantinople et mort pour la France le 19 août 1944 à Argentan, est un militaire et résistant français, Compagnon de la Libération. 

## Biographie

### Jeunesse et engagement
Fils d'un armateur installé à l'étranger, Pierre Schrimpf naît le 14 novembre 1905 à Constantinople, alors dans l'empire Ottoman. Il arrive pour la première fois en France en 1916 lorsque sa famille s'établi à Paris. Une fois terminées ses études secondaires, il intègre l'école supérieure de commerce de Paris. Après son service militaire qu'il effectue en 1926 et au cours duquel il suit les cours d'élève-officier de réserve, il part en Afrique occidentale britannique puis s'installe au Cameroun français où il fonde une plantation de bananiers à Manengole.

### Seconde Guerre mondiale
Lors de la mobilisation générale de septembre 1939, Pierre Schrimpf est appelé à servir comme sous-lieutenant dans les forces de police du Cameroun. Promu lieutenant en mars 1940, il travaille avec Raymond Dronne à l'encadrement de travailleurs indigènes sur le chantier de la route reliant Douala à Yaoundé,. En désaccord avec l'armistice du 22 juin 1940, il décide de se rallier à la France libre et, lorsque le commandant Leclerc arrive au Cameroun le 26 août, s'engage dans les forces françaises libres avec lesquelles il participe à la campagne du Gabon au sein du régiment de tirailleurs du Cameroun. En mars 1941, sous les ordres de Roger Gardet, il fait partie du 3e bataillon qui sera plus tard détaché pour devenir le bataillon de marche no 5. Affecté à la 1re compagnie du bataillon, il met à profit son expérience de commercial pour négocier l'achat de matériel anglais au Nigéria.
En décembre 1941, il retrouve son camarade Raymond Dronne sous les ordres duquel il est affecté à la compagnie de découverte et de combat du Cameroun. Cette compagnie devient la compagnie portée du Cameroun au début de l'année 1942 et part pour Fort-Lamy en septembre avant de se joindre à la Force L dans le Tibesti. En février 1943, la compagnie portée devient la batterie antichar no 31. Engagé dans la campagne de Tunisie, il s'illustre lors des combats de Ksar Ghilane et est cité à l'ordre de la division avant d'être promu capitaine. Après un séjour en Libye puis en Algérie, il stationne au Maroc où son régiment de tirailleurs camerounais devient le régiment de marche du Tchad (RMT) au sein de la 2e division blindée qui vient de se former. Le 26 mars 1944, Pierre Schrimpf embarque avec la division vers l'Angleterre en vue du débarquement allié en Europe. Installé à Packington, il est détaché à l'état-major de la division pour y mettre encore une fois à profit ses compétences de commercial en tant que responsable du ravitaillement. Peu avant le débarquement de Normandie, il retrouve le RMT où il devient officier de liaison du colonel Dio auprès du 1er bataillon.
Au début du mois d'août 1944, Pierre Schrimpf débarque avec son unité à Saint-Marcouf, au nord d'Utah Beach, et prend part à la bataille de Normandie. Le 19 août, il se porte volontaire pour une mission de reconnaissance sur Argentan. Aux abords de la ville, alors qu'il a quitté son véhicule pour progresser seul à pied, il est abattu d'une balle dans le dos par un tireur embusqué,. D'abord inhumé à Mauvaisville, près d'Argentan, il est ensuite transféré pour être ré-inhumé dans le caveau familial du cimetière de Loyasse à Lyon.

## Décorations
|  |  |  |
|  |  |  |

| Chevalier de la Légion d'Honneur                     | Chevalier de la Légion d'Honneur | Chevalier de la Légion d'Honneur | Compagnon de la Libération Par décret du 24 mars 1945 | Compagnon de la Libération Par décret du 24 mars 1945 | Compagnon de la Libération Par décret du 24 mars 1945 | Croix de guerre 1939-1945 Avec une étoile d'argent | Croix de guerre 1939-1945 Avec une étoile d'argent | Croix de guerre 1939-1945 Avec une étoile d'argent |
| Médaille coloniale Avec agrafe "Fezzan-Tripolitaine" |                                  |                                  |                                                       |                                                       |                                                       |                                                    |                                                    |                                                    |

## Hommages
- Son nom est inscrit sur une plaque commémorative à l'Hôtel de ville de Paris[5].